# ماتسوکاتا ماسایوشی

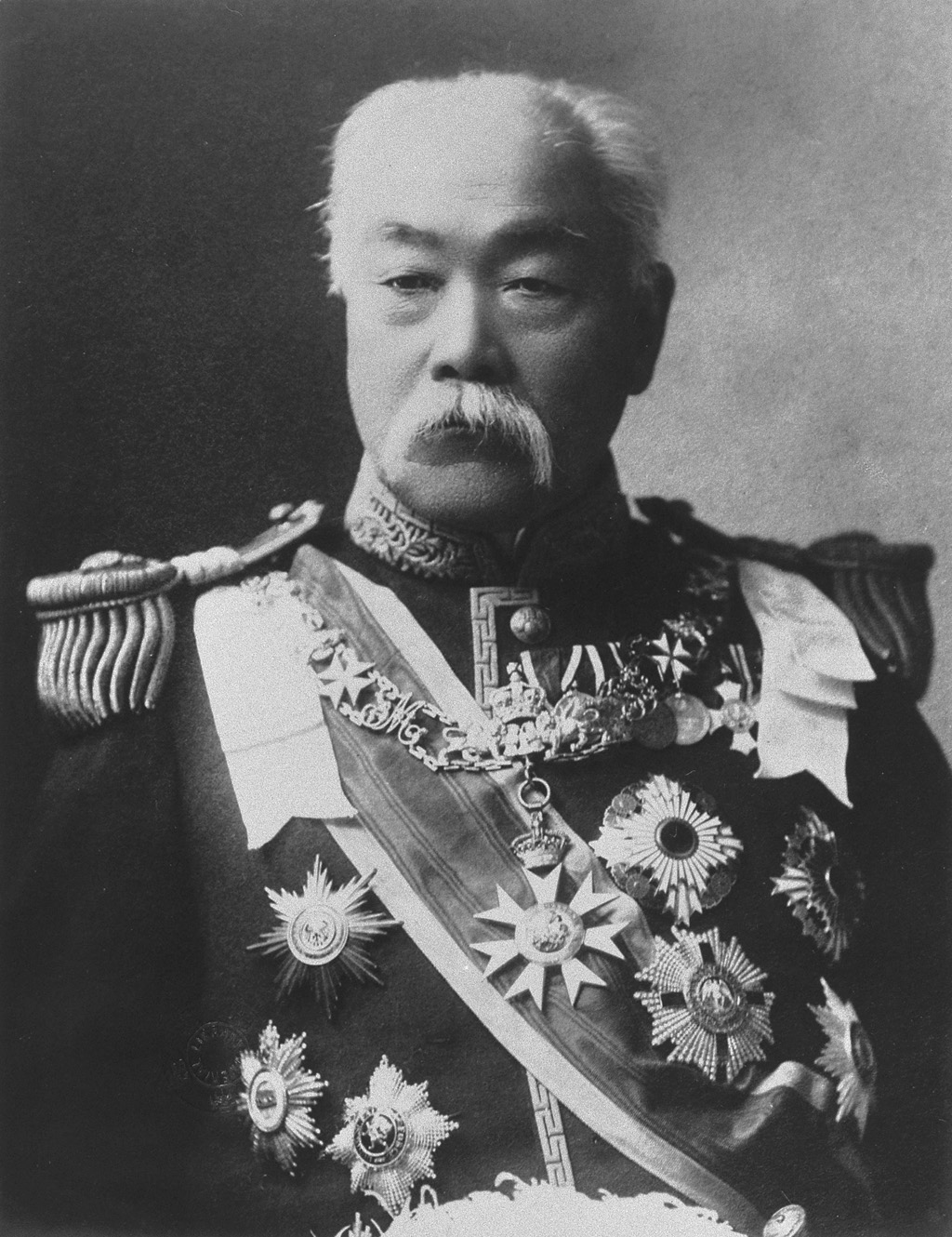
ماتسوکاتا ماسایوشی

ماتسوکاتا ماسایوشی (به ژاپنی: (松方 正義) سیاستمدار اهل ژاپن و چهارمین نخست وزیر (۶ می ۱۸۹۱-۸ اوت ۱۸۹۲) و ششمین نخست وزیر (۱۸ سپتامبر ۱۸۹۶-۱۲ ژانویه ۱۸۹۸) این کشور بود.